# Heterocallia
Heterocallia is een geslacht van vlinders van de familie spanners (Geometridae), uit de onderfamilie Ennominae.

## Soorten
- H. basharica Wehrli, 1932
- H. deformis Inoue, 1986
- H. hepaticata Swinhoe, 1894
- H. maculosa Leech, 1899
- H. normata Alphéraky, 1892
- H. pryeri Butler, 1879
- H. temeraria Swinhoe, 1891
- H. truncaria Leech, 1897